# Amerykańskie Stowarzyszenie Inżynierów Ogrzewnictwa, Chłodnictwa i Klimatyzacji
Amerykańskie Stowarzyszenie Inżynierów Ogrzewnictwa, Chłodnictwa i Klimatyzacji, ASHRAE (American Society of Heating, Refrigerating and Air-Conditioning Engineers) – amerykańskie stowarzyszenie mające na celu szerzenie wiedzy i informacji z zakresu techniki instalacji grzewczych, chłodniczych i klimatyzacyjnych. Istnieje od 1894 roku.
Zakres działań stowarzyszenia to między innymi:
- prace badawcze
- opracowywanie standardów
- publikacje
- szkolenia, spotkania i prezentacje techniczne.

W 2007 roku w ASHRAE było zrzeszonych około 55 tysięcy inżynierów ze 134 krajów, zorganizowanych w 163 oddziały regionalne.